# Romeo Is Bleeding
Romeo Is Bleeding är en amerikansk actionthrillerfilm från 1993 i regi av Peter Medak. Den hade premiär i filmfestivalsammanhang 1993, medan USA-premiären dröjde till den 4 februari 1994.

## Handling
Jack Grimaldi (Gary Oldman), en korrumperad polis, träffar Mona Demarkov (Lena Olin), en attraktiv och livsfarlig yrkesmördare. FBI vill att Grimaldi ska skydda Demarkov, medan maffian kräver att han skall "röja henne ur vägen". 

## Roller i urval
- Gary Oldman - Jack Grimaldi
- Lena Olin - Mona Demarkov
- Annabella Sciorra - Natalie Grimaldi
- Juliette Lewis - Sheri
- Roy Scheider - Don Falcone
- David Proval - Scully
- Will Patton - Martie
- Michael Wincott - Sal
- Ron Perlman - Jacks advokat